# إدارة المدفعية بالقوات المسلحة (مصر)
إدارة المدفعية بالقوات المسلحة، "تعرف أيضاً باسم سلاح المدفعية"، وشعارها «المجد، الفخر، الشرف». أحد أهم الأسلحة المصرية ذات التاريخ العريق والتي كان لها دائماً دور بارز في كل الحروب الحديثة التي خاضتها مصر. يرجع تاريخ نشأة السلاح إلى أوائل القرن التاسع عشر عندما أسس محمد علي باشا قاعدة صناعية لإنتاج المدفعية كانت بمناسبة نقطة البداية لهذا السلاح الحيوي، الذي لعب دوراً رئيسياً في جميع الحروب التي خاضتها مصر، منتهياً بحرب أكتوبر، حين حول سلاح المدفعية الضفة الشرقية للقناة إلى جحيم من نار ممهداً الطريق للقوات البرية للعبور. يستخدم سلاح المدفعية العديد من الأسلحة والمعدات الحديثة والمتطورة ومنها المدفعية ذاتية الحركة التي تستطيع أن تتغلب على طبيعة أرض المعركة وذات القدرة العالية على المناورة، ومنظومات الرادارات التي تستطيع اكتشاف عدائيات القوات المتحركة والبطاريات وتحقق الدقة والتوقيت المناسبين، والمقذوفات الموجهة التي تحقق المفاجأة الكاملة للعدو ليلاً ونهاراً. بالإضافة إلى تدريب أفراد السلاح بمعهد المدفعية للعمل على هذه الأسلحة باحترافية متناهية.

## المدفعية الاستراتيجية
المدفعية الاستراتيجية، تعتبر الذراع الطويلة لمصر وتعتبر مصر مـن أوائل الدول فـي المنطقة التـي سعت لتصنيع وتطوير الصواريخ البالستية بدأت مصر المشوار الصاروخي في زمن الرئيس الراحل جمال عبد الناصر في الستينيات من القرن الماضي وكان من ضمن المشاريع الحربية التي بدأتها مصر هو بناء صواريخ القاهر والظافر والرائد والرائد 25 وما صاحبهم من بروبجاندا اعلامية ضحمة إلا أنه ما لم يعلن هو افتقاد هذه الصواريخ لانظمة التوجيه ووصلت مديات المقترحة لهذه الصواريخ من 350 كم إلى 650 كم 135كم لكن المشروع توقف مثل باقي المشروعات التي بدأت وقتها كمشروع المقاتلة حلوان 300 النفاثة عندما عرض الاتحاد السوفيتي حينها الميج 21 بسعر أرخص وحيث أرهبت محاولات الموساد باغتيال العلماء الألمان إلى عرقلة المشروع لتأتي نكسة 67 لتنسف كل هذه الجهود.

### سلاح المدفعية الاستراتيجية

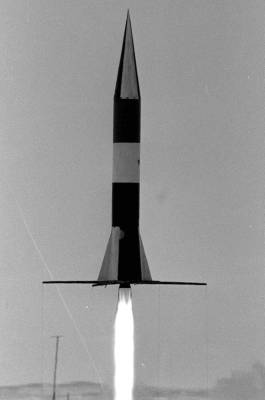
الصاروخ ظافر 1 أثناء الإطلاق من المنصة من برنامج جمال عبد الناصر (1949-1967)

تعتبر الصواريـخ البالستية سواء التقليدية أو حاملة لرؤوس التدمير الشامل هي أحد أهم أسلحة الردع في عالمنا الآن وربما هناك مجموعة دول قليلة تكاد تعد على أصابع اليد هي التي تمتلك باع وخبرة حقيقية في هذا المجال ومنهم مصر الذي تمتلك تقنية تصنيع وتطوير هذه الصواريخ لتكون ذراعها الطولي ضد أي اعتداء يمس أمنها القومي وتعتبر مصر من أوائل الدول في المنطقة التي حصلت على هذه النوعية من الصواريخ وكان أولها الصاروخ السوفييتي سكود وبعد محاولات عدة في تطوير أول صاروخ عربي بمدي 1000 كم أنتجت مصر صاروخها الأول الظافر بمدي 376 كم ثم القاهر بمدي 602 كم والرائد بمدي 1000 كم، ولكن أكثر ما كان يعيب هذه الصواريخ هي تقنية التوجيه فكانت متخلفة تماما وكانت دائما تخطأ الصواريخ أهدافها بمسافات بعيدة عن الهدف المراد تدميره فبدأت مصر بوتيرة متسارعة للاحاق بالدول المتقدمة والدخول في سباق التسلح من جديد وكانت أول الدول الأجنبية التي تبنت هذا المشروع ألمانيا في العام 1960 لتطوير البرنامج المصري للصواريخ الباليستية وسرعان ما قام الموساد الإسرائيلي باغتيال العلماء الألمان في مصر في صورة طرد مفخخ أدى إلى تراجع الألمان عن دعم مصر فذهبت مصر الي كوريا الشمالية وبدأت نواة التحالف الحقيقي.

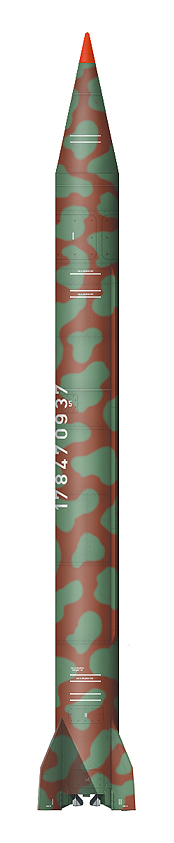
هواسونغ-6 اوالمريخ-6

في أوائل الثمنينات بدأت مصر بتزويد كوريا الشمالية بصواريخ scud B السوفيتية لتطبيق مبدأ الهندسة العكسية ومحاولة إنتاج نسخ مشابهة فتمكنت مصر من الحصول على البرنامج الكوري الشمالي لتطوير الصاروخ سكود لتطرق بعد ذلك لصناعة صاروخ باليستي مصري خالص بدعم من الأرجنتين والعراق لإنتاج صاروخ بمدى 1000 كم عرف هذا الصاروخ باسم كوندور في الأرجنتين وبدر 2000 في مصر وقامت شركات ألمانية وإيطالية بتوفير أنظمة التوجيه للصاروخ الوليد، و
في العام 1988 تم اعتقال ضابط عسكري مصري في بلتيمور حاول تهريب مواد من الولايات المتحدة من شانها تصنيع الصواريـخ البالستية وهذه المادة يطلق عليها (كربون - الكربون) وهي المادة المستخدمة في صناعة مخروط الصاروخ الأمامي وتحسين دقة الصاروخ بحماية المخروط الأمامي من الحرارة الاحتكاكية الكبيرة يدعي هذا الضابط عبد القادر حلمي المصري المولد والأمريكي الجنسية والذي كان يعمل في هيئة تطوير الصواريخ الإستراتيجية الأمريكية، وفي عام 1990 تبدأ مصر أولى مراحل إنتاج الصاروخ السوفيتي سكود في مصنع هيليوبلس لتكتشف المخابرات الأمريكية بعد ذلك سبع شاحنات بحرية في طريقها من كوريا الشمالية إلى مصر تحمل مواد تستخدم في صناعة الصاروخ SCUD C بما يشمل الصفائح الفولاذية وأجهزة الدعم ثم تحولت شكوك واشنطن إلى حقيقة بعد تأكد المخابرات الأمريكية وكالة المخابرات المركزية بأن مصر حصلت على قطع غيار وتقنيات من كوريا الشمالية وروسيا لتطوير SCUD B .
هذا جزء بسيط من قوة مصر الصاروخية ويختص بالصاروخ سكود وبدأ التعاون العسكري بين مصر وكوريا الشمالية والصين وللحديث بقية.

صاروخ سكود تابع لألوية المدفعية الإستراتيجية ضمن سلاح المدفعية المصرية خلال عرض عسكرى للقوات المسلحة المصرية

فمصر تمتلك باع وخبرة طويلة في مجال التصنيع وتعتبر من دول الصف الأول الثاني خلف الولايات المتحدة وروسيا والصين وتتساوى مع الهند وكوريا الشمالية حيث تمتلك ما يقرب من 1200 قاذف منذ نهاية التسعينات وتعتبر الأكبر حجماً بعـد الصين وروسيا والولايات المتحدة، قامت مصر بعد حرب أكتوبر ببدأ برنامج تعاون لتطوير وإنتاج أنظمة الصواريـخ البالستية مع كوريا الشمالية بإرسال قواذف صواريخ سكود من مصر إلى كوريا لانتاجهم بالهندسة العكسية ونقل التكنولوجيا إلى مصر فقد قامت مصر بعد حرب أكتوبر مباشرة بإعطاء كوريا الشمالية أعداد من صواريخ لونا وساجر وسام 7 إهداء لكوريا نظرا لدعمها مصر بمعدات عسكرية وطيارين في حرب أكتوبر.
حصلت مصر بعد ذلك على تكنولجيا تطوير في اللحام الدقيق للمعادن من هولندا استخدمتها في تطوير صناعه الصواريخ ونقلها المهندسون العسكريون المصريون المشاركون في برامج التصنيع العراقية إلى العراق والتي تم من خلالها إنتاج صاروخي الحسين والعباس في العراق عن طريق لحام خزانات الوقود لصاروخى سكود وتقليل الرأس الحربي واشتركت مع العراق والأرجنتين في برنامج الصاروخ كندور بمدى 800 كيلو متر وهو مماثل للصاروخ التكتيكى الأمريكي بيرشنج الذي نشر بأوروبا واشتراك في نقل التكنولوجيا إليه شركات إيطالية مثل فيات ايفيكو وشركات ألمانية وفرنسية والغى المشرع نتيجه ضغوط وحوافز أمريكية خصوصا بعدما اكتشاف ان مصر تحصل على تكنولجيا أمريكية حساسه بصور غير قانونية لجعل الصواريخ أرض أرض تمتلك تقنية التخفى وكذلك اخف وزنا باستخدام المواد كربون / كربون وطلاءات تجعل الصواريخ خفيه رادريا وكذلك أقل انبعاث حراري وهو أحد اسباب الإطاحة بالمشير محمد عبد الحليم أبو غزالة.

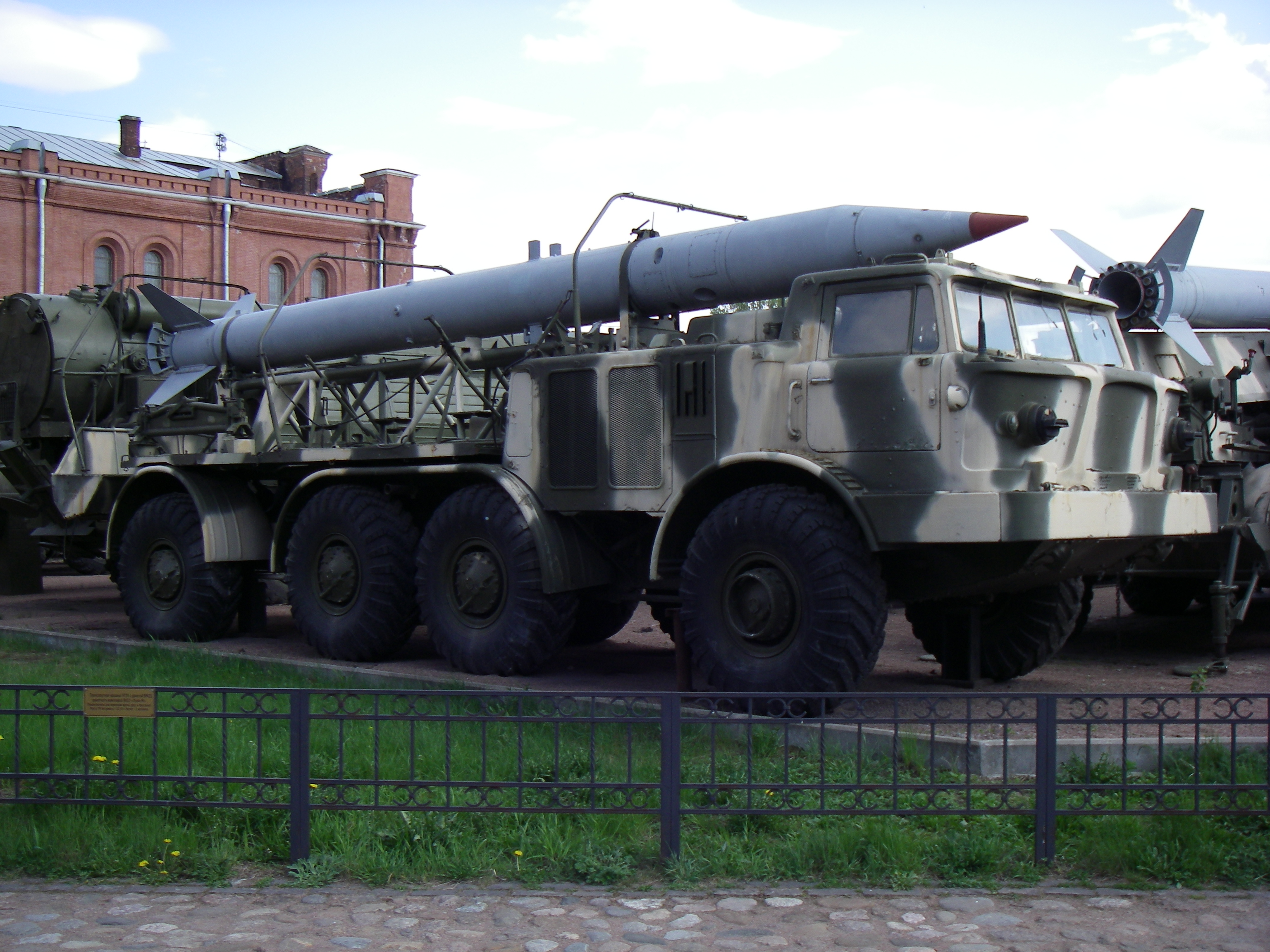
FROG-7

حصلت مصر على 24 صاروخ نودونج عام 2001 و7 منصات إطلاق وعدد 50 محرك وتكنولوجيا تصنيع هذا الصواريخ من كوريا الشمالية وإعلان مراكز الدراسات الإستراتيجية الأمريكية أن البرنامج الصاروخي المصري نجح تماما في الحصول وإنتاج صواريخ بمدى 1300 كيلومتر رغم قيام مصر بالتعهد عدم الحصول وإنتاج صواريخ يتعدى مدها 300 كيلومترا ووجدت الولايات المتحدة نفسها أنه لا فائدة من أي ضغوط خاصة بعد نجاح مصر في الحصول على صواريخ بمديات متعددة وتكنولجيا الوقود السائل والصلب وأن أي ضغوط جدية ستؤدي إلى خسارة دولة تعتبر حليفة بالشرق الاوسط وذلك الصاروخ هو ما اطلقت عليه إيران شهاب 3 والنسخة الكورية المطورة اطلقت عليها إيران شهاب 3 بى والصورايخ الباليستية بالرأس التقليدي تأثيرها الاستراتيجي ضعيف حيث أن رأس بقدرة تدميرية 1 طن ليس ذو تاثير قوى ولابد أن يقترن بقدرات حمل رؤوس ارتجاجية (وقود غازي) وإشعاعية من مخلفات المفاعلات النووية وكيميائية خصوصا بعدم الدقة الكبيرة لتلك الصواريخ نتيجة الاستخدام الفعلي في حرب الخليج الاولى وحرب الخليج الثانية.

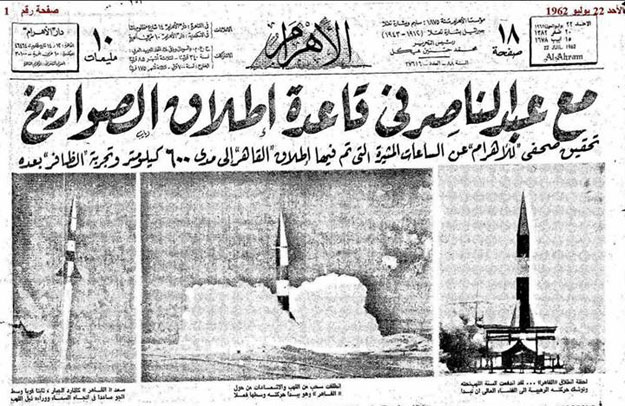
جريدة الاهرام تتحدث عن البرنامج الصاروخي المصري

كان المشروعان السابقان لم يكونا بالجدية أو بالكفاءة التي كان الإعلام حينها يروج لها فمثلا الصاروخ القاهر كانت قذيفة تزن2,5 طن وتحدث حفرة في الأرض المتوسطة الصلابة بقطر 27 مترا وعمق 12 مترا، وتبلغ كمية الأتربة المزاحة حوالى 2300 متر مكعب وكما يبدو فإن القوة التدميرية لهذا السلاح تعتبر رائعة ولكن كفاءة السلاح الميداني لاتقاس فقط بقوة التدمير، فقد كانت هناك عيوب جوهرية في هذا السلاح تجعله أقرب ما يكون إلى المقلاع أو المنجنيق اللذين كانا يستخدمان خلال القرون الوسطى. لقد كان كبير الحجم والوزن، إذا تحرك فإن مركبته تسير بسرعة 8 – 10 كيلومترات في الساعة وعلى أرض ممهدة أو صلبة، وإذا أطلق فإنه يطلق بالتوجيه العام، حيث أنه ليست هناك طريقة لتحديد الاتجاه سوى توجيه القاذف في اتجاه الهدف، أقصى مدى يمكن أن يصل إليه هو ثمانية كيلومترات ولا يمكن التحكم في المسافة إلا في حدود ضيقة وعن طريق رفع زاوية الإطلاق أو خفضها. ونسبة الخطأ تصل إلى 800 متر أما صاروخ الظافر، فهو الأخ الأصغر للقاهر، لقد كان أصغر حجماً وأكثر مدى. وقد قامت الكلية الفنية العسكرية بتطويره بحيث يمكن إطلاق أربعة قذائف دفعة واحدة. لقد كان أكثر دقة من القاهر ولكنه مع ذلك لايمكن اعتباره بين الأسلحة الدقيقة وسمي بعد التعديل باسم الزيتون واستخدم التين (القاهر) والزيتون (الظافر) المعدلين كعامل نفسي وللردع في حرب 73.

## مديري الإدارة
- لواء أركان حرب / أسامة كمال بشر.[بحاجة لمصدر]
- لواء أركان حرب / عمرو ابراهيم قنديل.[بحاجة لمصدر]
- لواء أركان حرب / أيمن حسن وفائي.[16]
- لواء أركان حرب / أشرف فارس.[17]
- لواء أركان حرب / عبد الغني الصغير.[18]
- لواء أركان حرب / أحمد أبو الدهب.[19]
- لواء أركان حرب / محمود عاصم جاد.[20]
- لواء أركان حرب / عبد العزيز الغرابلي.[21]
- لواء أركان حرب / نبيل الشاذلي.[22]
- لواء أركان حرب / سيد المحمودي.[23]
- لواء أركان حرب / يوسف صبري أبو طالب. (تدرج في المناصب حتى رقي إلى رتبة فريق أول وشغل منصب وزير الدفاع)[24]
- لواء أركان حرب / حسني سليمان.[25]
- لواء أركان حرب / كمال حسن منصور.
- لواء أركان حرب / أمين محمد أسعد.[26]
- لواء أركان حرب / محمود ماهر الرمالي.[27]
- لواء أركان حرب / ماهر محمود عرجان.[28]
- لواء أركان حرب / عبد التواب هديب.[29]
- لواء أركان حرب / محمد سعيد الماحي.(رقي إلى رتبة فريق)[30]
- لواء أركان حرب / صلاح الرفاعي.[31]
- لواء أركان حرب / حافظ بكري.[32]